# Concetto Gallo
Concetto Gallo (Catania, 11 gennaio 1913 – Palermo, 1º aprile 1980) è stato un politico italiano, esponente del  Movimento per l'Indipendenza della Sicilia e comandante dell’EVIS.

## Biografia
Figlio dell'avvocato Salvatore Gallo Poggi. Nell'agosto 1943 partecipò alla costituzione del Movimento per l'Indipendenza della Sicilia, di cui presto divenne uno dei leader, capofila, insieme a Antonio Canepa, di chi sosteneva la lotta armata clandestina. Morto Canepa, nell'agosto del 1945 fu messo a capo dell'EVIS, il cosiddetto esercito separatista, con lo pseudonimo di Secondo Turri. Fu alle sue dipendenze quindi il bandito Salvatore Giuliano che nominò tenente colonnello dell'EVIS. Il 29 dicembre fu arrestato dopo uno scontro a fuoco con i Carabinieri. Quando nel giugno 1946 fu eletto deputato all'Assemblea Costituente nelle liste del MIS, fu scarcerato il 1º luglio. Nel settembre 1946 fu richiesta l'autorizzazione a procedere nei suoi confronti come "responsabile di insurrezione armata nei confronti dello Stato", per l'omicidio di un sottufficiale dei Carabinieri e il ferimento di altri militi dell'Arma. La Camera concesse l'autorizzazione, ma negò l'arresto.
Nell'aprile 1947 fu eletto deputato all'Assemblea regionale siciliana. Nel 1951 si ricandidò con il MIS all'Ars ma non fu rieletto.